# Chinatown (Vancouver)
Die Chinatown (Vancouver) ist ein historisches Stadtviertel von Vancouver und heute ein Quartier im Stadtteil Downtown. Es gehört zu den ältesten und größten Chinatowns Kanadas. Die Architektur besteht aus einer hybriden Mischung regionaler chinesischer Architektur und westlicher Baustile.

## Lage
Die 69.000 m² große Chinatown konzentriert sich östlich der Stadtzentrums entlang der Pender Street zwischen Taylor Street im Westen und Gore Street im Osten sowie den Parallelstraßen der Penderstreet. An der Südseite befindet sich das Chinese Cultural Center, vor dem sich der Dr. Sun Yat-Sen Chinese Classical Garden ausbreitet, der größte öffentliche Platz des Viertels.

## Geschichte

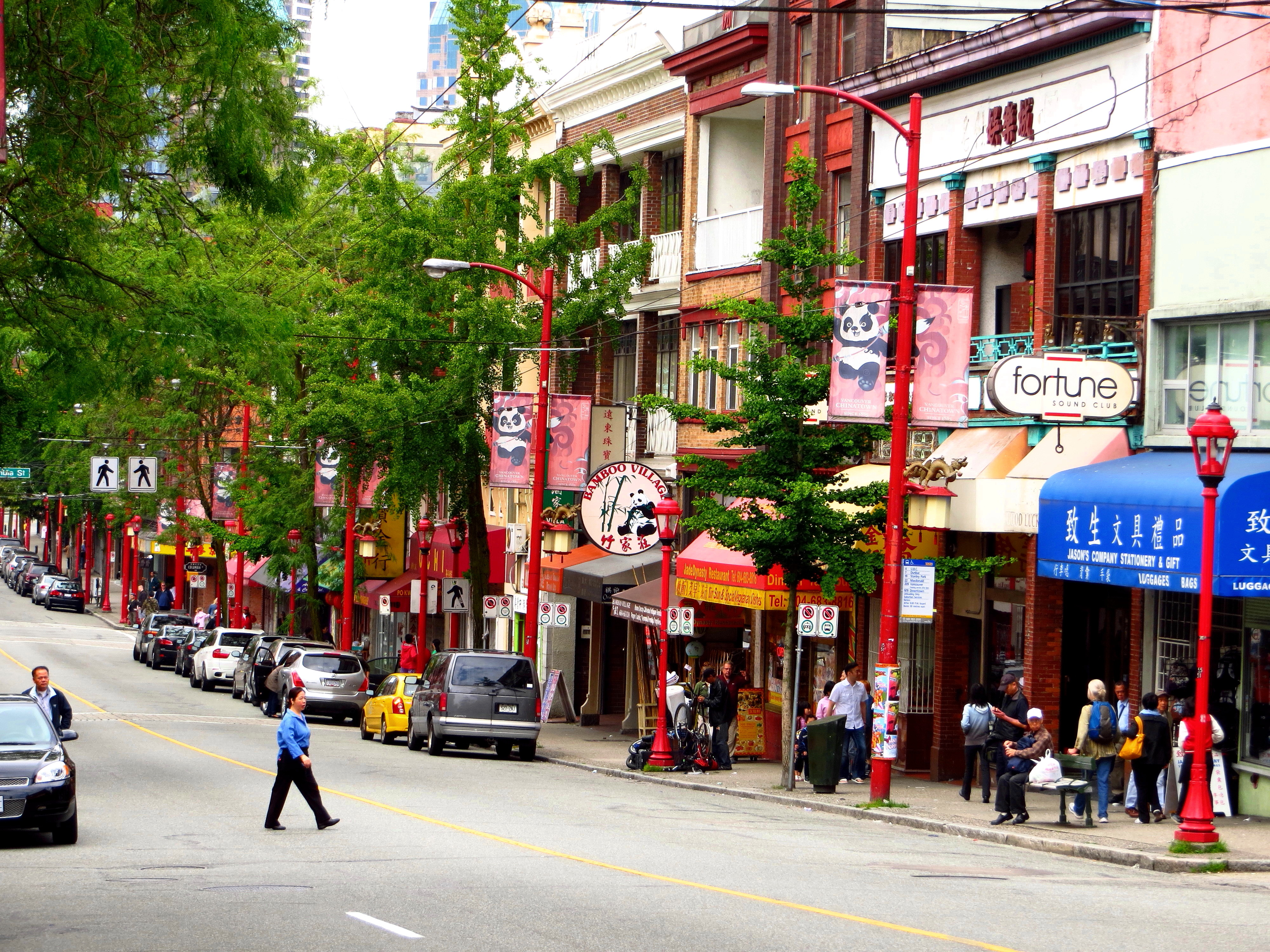
Chinatown Vancouver

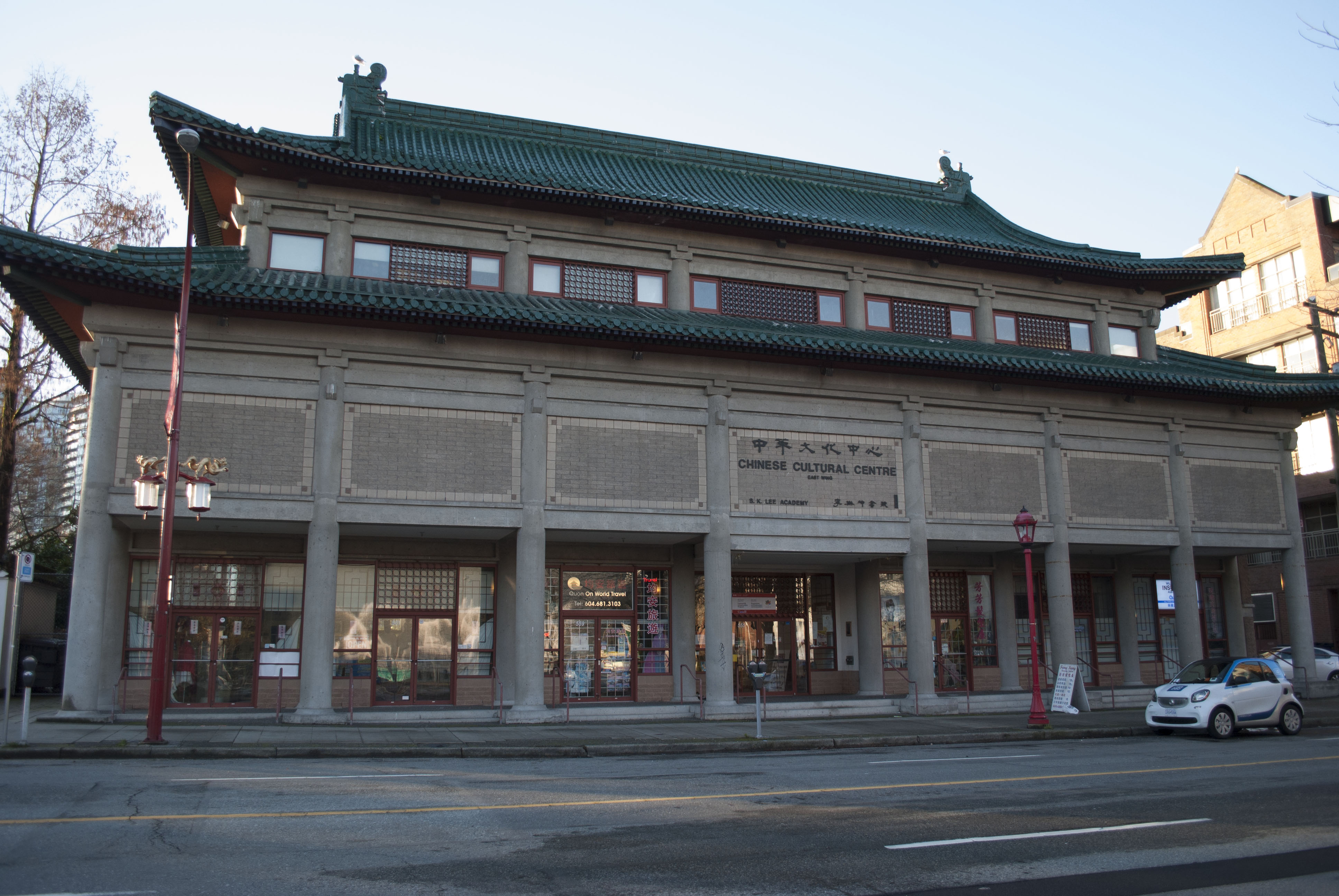
Chinese Cultural Centre

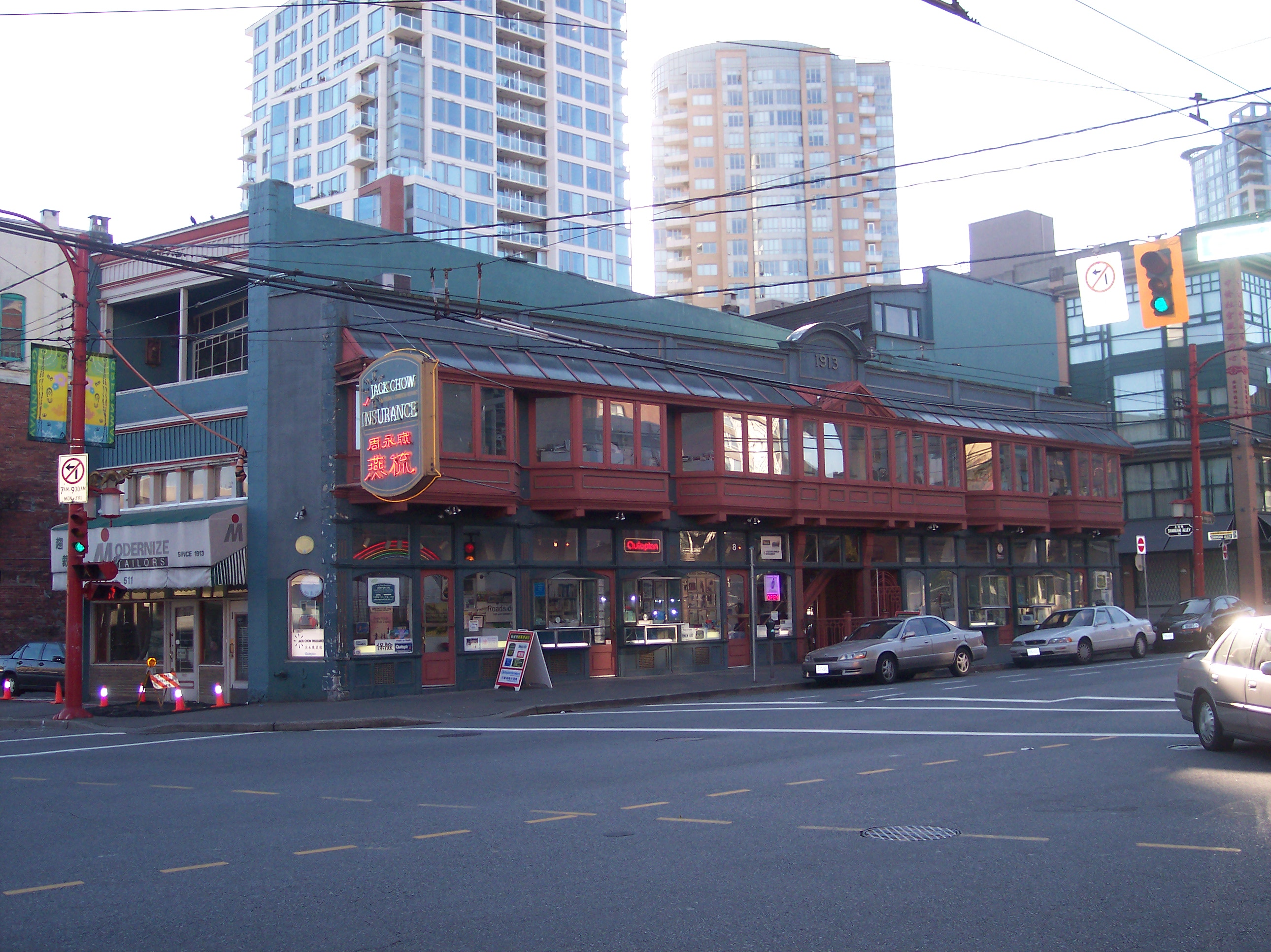
Sam Kee Building

In den 1880er Jahren siedelten sich die ersten Chinesen im Viertel an. Sie wurden ins Land geholt, um beim Bau der Canadian Pacific Railway zu helfen. Nachdem die Eisenbahnstrecke 1885 nahezu fertiggestellt worden war, wurde eine Kopfsteuer von 50 Dollar auf jeden neuen chinesischen Einwanderer erhoben. Zu dieser Zeit lebten rund 90 Chinesen in der Chinatown. In den 1890er Jahren hatte sich ihre Zahl auf über 1000 und bis 1901 auf 2840 erhöht, die um die damalige Dupont Street (später in Pender Street umbenannt) in sehr beengten Verhältnissen zusammenlebten. Es entstanden viele soziale Probleme wie Prostitution, Drogenhandel (Opium) und illegale Glücksspiele. Daraufhin wurde 1906 die Kopfsteuer für chinesische Einwanderer auf 500 Dollar erhöht, was dem doppelten Jahreseinkommen entsprach. 1907 kam es in Vancouver zu einer Rezession, in der viele Einwohner ihre Arbeit verloren. Am 7. September 1907 zogen etwa 8000 Mitglieder der Asian Exclusion League randalierend durch das Viertel und führten Pogrome an den chinesischen Einwohnern durch, die mehrere Tage andauerten. Die chinesischen Geschäftsinhaber wurden anschließend von der Regierung in Ottawa für ihre Sachschäden entschädigt.
Trotz dieser Angriffe und der hohen Kopfsteuer kamen bis 1923 rund 90.000 Chinesen ins Land. Auch die Chinatown von Vancouver wuchs immer weiter und löste 1911 die Chinatown von Victoria als größte Chinatown Kanadas ab. Durch den Chinese Immigration Act von 1923 (heute auch als Chinese Exclusion Act bezeichnet), mit dem die Einwanderung von Chinesen weitgehend verboten wurde, fiel deren Zahl im Viertel stark ab, bis dieses Gesetz 1947 abgeschafft wurde. In den 1960er Jahren wurden zahlreiche Häuserblöcke abgerissen, darunter mehrere historische Gebäude, und durch Neubauten ersetzt. 1971 wurde Chinatown von der Provinz British Columbia als historischer Distrikt klassifiziert. Im folgenden Jahrzehnt wurden verschiedene Verschönerungsmaßnahmen durchgeführt wie die Installation roter Laternenpfosten mit goldenen Drachen, dem Anpflanzen von Ginkgo-Bäumen sowie der Eröffnung des Dr. Sun Yat-Sen Classical Chinese Garden und des Chinese Cultural Centres. 2002 wurde das Chinatown Millenium Gate am westlichen Ende des Viertels als Eingangstor errichtet. 2010 wurde Chinatown schließlich  zum National Historic Site of Canada erklärt.
An der Pender Street in Chinatown befindet sich auch das 1913 erbaute Sam Kee Building, mit nur 1,8 Metern Breite das schmalste Geschäftsgebäude der Welt.